# Dębówka (powiat de Sochaczew)
Pour les articles homonymes, voir Dębówka.

Dębówka [dɛmˈbufka] est un village polonais de la gmina de Teresin dans le powiat de Sochaczew et dans la voïvodie de Mazovie.
Il est situé approximativement à 6 kilomètres au sud-ouest de Teresin, 10 kilomètres à l'est de Sochaczew, et à 45 kilomètres à l'ouest de Varsovie.